# Władysław Jahl (malarz)
Władysław Adam Alojzy Jahl (ur. 10 sierpnia 1886 w Jarosławiu, zm. 31 marca 1953 w Paryżu) – polski malarz, grafik, scenograf, od roku 1912 czynny we Francji i Hiszpanii.

## Życiorys
Studiował prawo na Uniwersytecie Lwowskim, historię sztuki na Uniwersytecie Jagiellońskim. W latach 1912–1914 studiował malarstwo w Paryżu na Académie de la Grande Chaumière. Po wybuchu I wojny światowej wyjechał do Hiszpania, gdzie od roku 1917 kształcił się pod kierunkiem Józefa Pankiewicza. W roku 1918 uczestniczył w wystawie malarstwa w Madrycie. 
W roku 1920 powrócił do Paryża, okresowo mieszkał wraz z Moïse Kislingiem. Był też zaprzyjaźniony z Melą Muter. Wystawiał swoje obrazy wielokrotnie na Salonie Jesiennym, w roku 1919 w Musée des Arts décoratifs, w roku 1920 też na Salonie Niezależnych. Wystawiał swoje obrazy także w Nowym Jorku, uczestniczył w wystawach w Polsce. 
W roku 1935 był współzałożycielem Grupy Paryskiej Plastyków Polskich. Często odwiedzał Hiszpanię, gdzie był m.in. scenografem Teatru Odeon w Madrycie i redaktorem graficznym kilku czasopism artystycznych. W jego twórczości widoczny był wpływ Ultraizmu. 
W okresie II wojny światowej przebywał w Voiron koło Grenoble. W tym czasie zaginęły prace artysty pozostawione w jego paryskiej pracowni. Po wojnie w latach 1947 i 1948 korzystał z pracowni Meli Muter. 